# Dillingen an der Donau

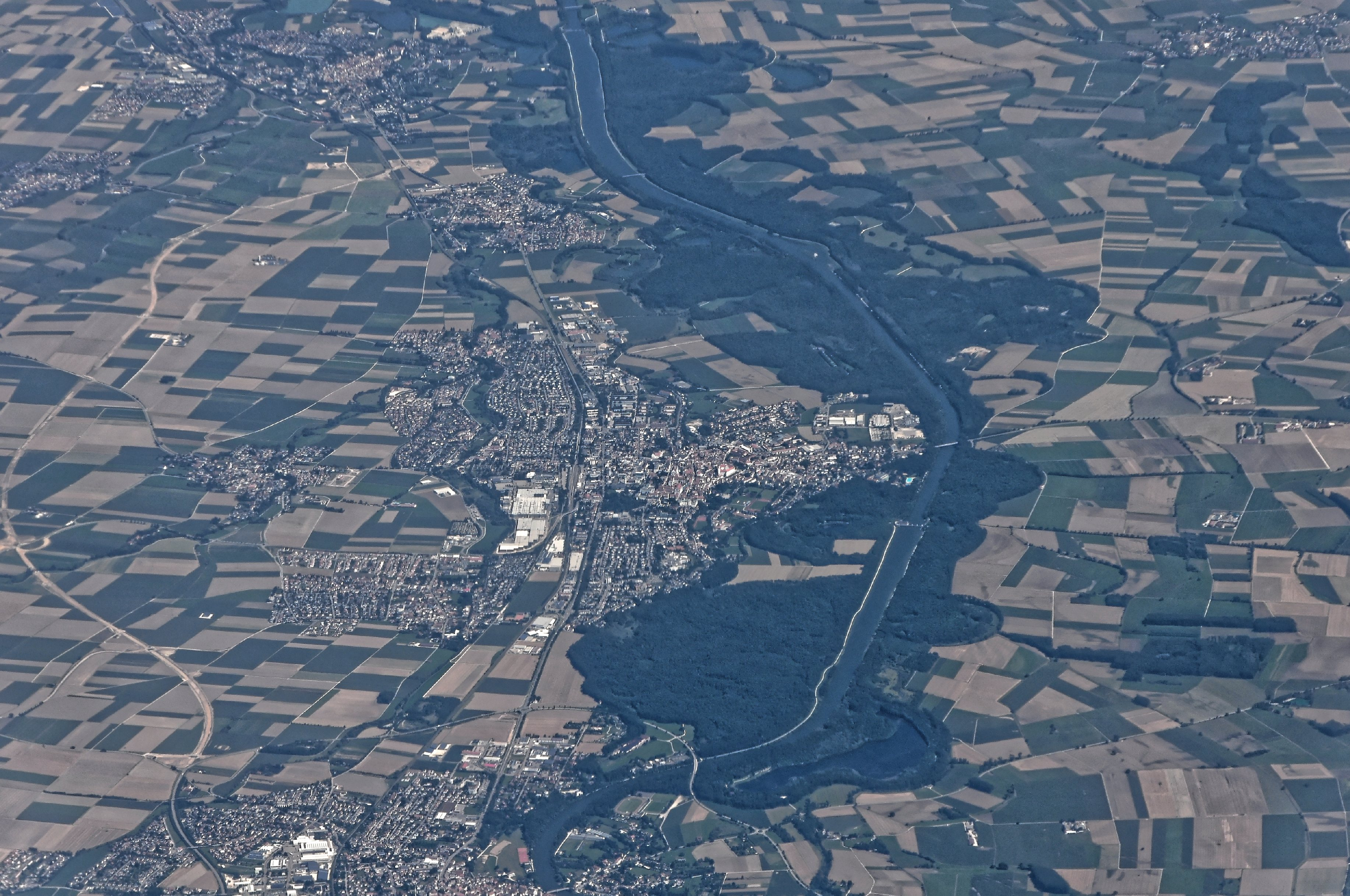
Dillingen an der Donau von oben

Dillingen an der Donau (amtlich: Dillingen a.d.Donau) ist eine Große Kreisstadt und der Verwaltungssitz des gleichnamigen Landkreises im bayerischen Regierungsbezirk Schwaben. Zusammen mit Lauingen bildet es ein Doppel-Oberzentrum.

## Geographie

### Lage
Dillingen liegt in Nordschwaben, am Nordufer der Donau im Donauried. Die Grenze zu Baden-Württemberg verläuft etwa 15 km von Dillingen entfernt. Augsburg als nächstgelegenes Oberzentrum ist rund 50 km entfernt.
Dillingen grenzt (von Westen im Uhrzeigersinn) an Lauingen (Donau), Wittislingen, Mödingen, Finningen, Höchstädt an der Donau, Binswangen, Zusamaltheim, Villenbach und Holzheim.

### Gemeindegliederung
Es gibt 12 Gemeindeteile (in Klammern ist der Siedlungstyp angegeben):
- Dillingen a.d.Donau (Hauptort)
- Donaualtheim (Pfarrdorf)
- Fristingen (Pfarrdorf)
- Fristinger Mühle (Einöde)
- Hausen (Pfarrdorf)
- Kicklingen (Pfarrdorf)
- Kicklingermühle (Einöde)
- Nordfelderhof (Weiler)
- Riedschreinerhof (Einöde)
- Schretzheim (Pfarrdorf)
- Schwaighof (Einöde)
- Steinheim a.d.Donau (Pfarrdorf)

### Klima
|                        | Jan  | Feb | Mär  | Apr  | Mai  | Jun  | Jul  | Aug  | Sep  | Okt  | Nov | Dez  |   |      |
| Mittl. Temperatur (°C) | 1,6  | 4,1 | 5,7  | 8,6  | 13,4 | 18,3 | 19,4 | 19,2 | 14,8 | 10,5 | 4,8 | 2,3  | ⌀ | 10,3 |
| Mittl. Tagesmax. (°C)  | 4,6  | 8,5 | 11,5 | 14,9 | 19,2 | 24,6 | 26,1 | 25,6 | 21,2 | 15,7 | 7,9 | 4,9  | ⌀ | 15,4 |
| Mittl. Tagesmin. (°C)  | −1,6 | 0,1 | 0,3  | 2,5  | 7,6  | 11,8 | 12,4 | 13,2 | 8,9  | 5,9  | 1,8 | −0,5 | ⌀ | 5,2  |
|                        |      |     |      |      |      |      |      |      |      |      |     |      |   |      |
| Niederschlag (mm)      | 36   | 53  | 44   | 45   | 87   | 108  | 73   | 109  | 38   | 52   | 59  | 66   | Σ | 770  |
|                        |      |     |      |      |      |      |      |      |      |      |     |      |   |      |
| Regentage (d)          | 15   | 14  | 12   | 12   | 15   | 15   | 16   | 15   | 12   | 16   | 16  | 16   | Σ | 174  |

| −1,6 |

| 0,1 |

| 0,3 |

| 2,5 |

| 7,6 |

| 11,8 |

| 12,4 |

| 13,2 |

| 8,9 |

| 5,9 |

| 1,8 |

| −0,5 |

| −1,6 |

| 0,1 |

| 0,3 |

| 2,5 |

| 7,6 |

| 11,8 |

| 12,4 |

| 13,2 |

| 8,9 |

| 5,9 |

| 1,8 |

| −0,5 |

## Geschichte

### Frühgeschichte

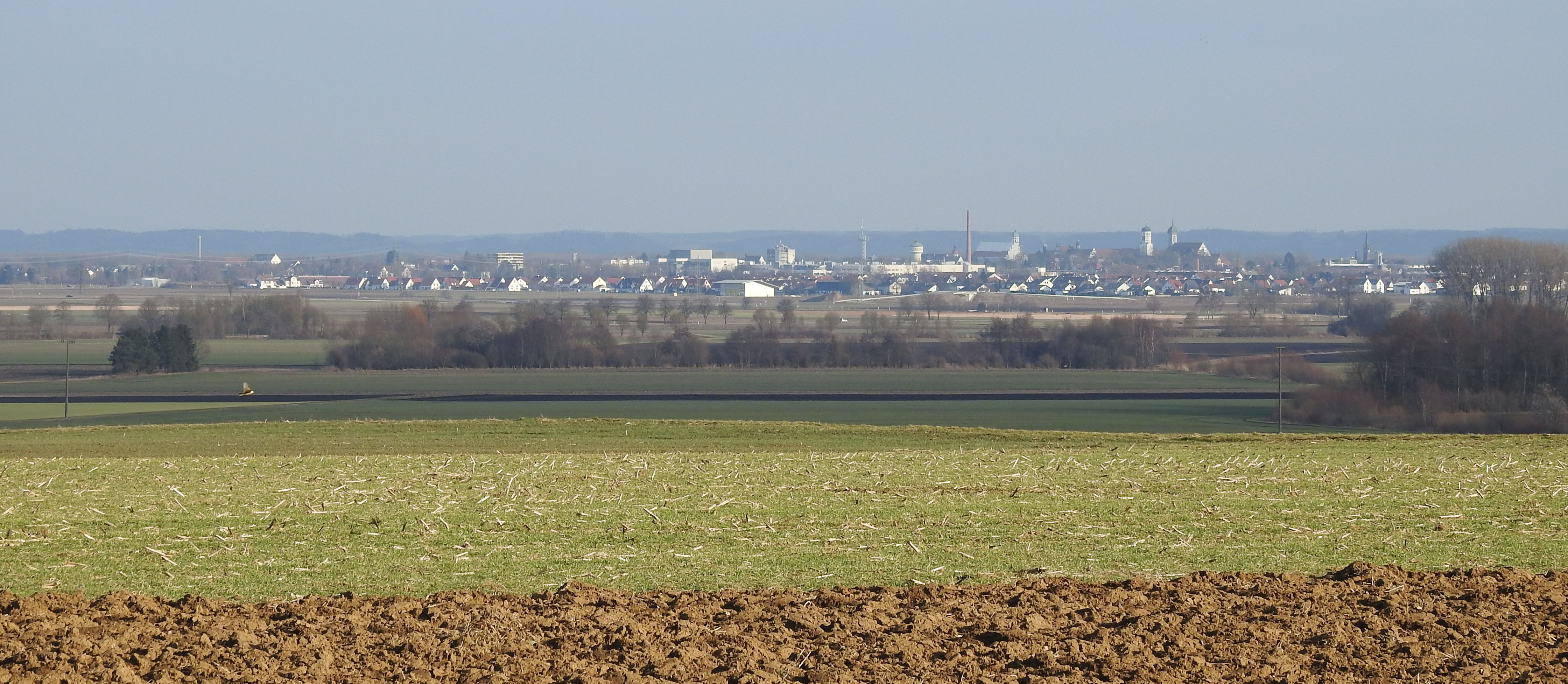
Dillingen an der Donau von Nordwesten

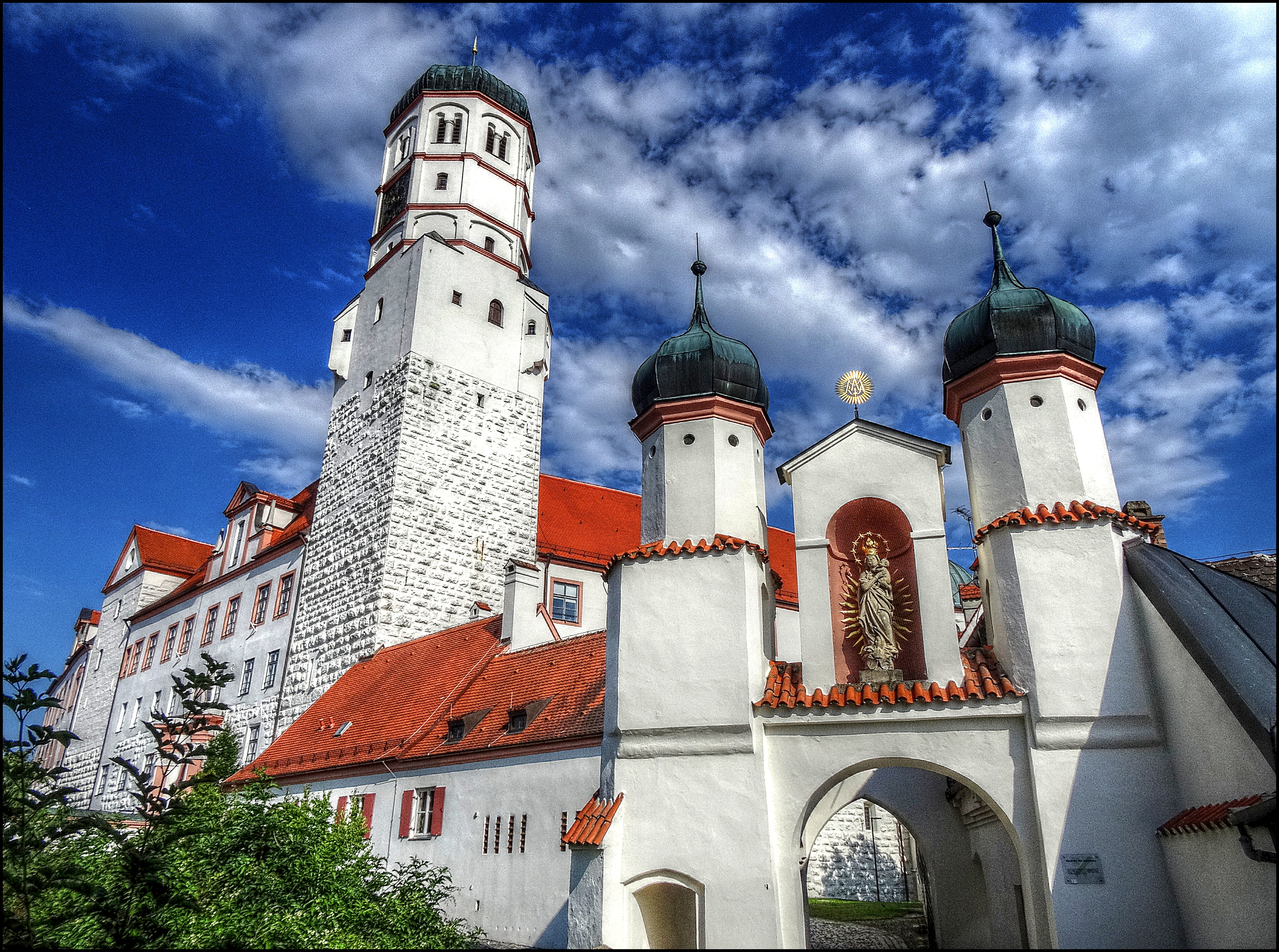
Schloss Dillingen

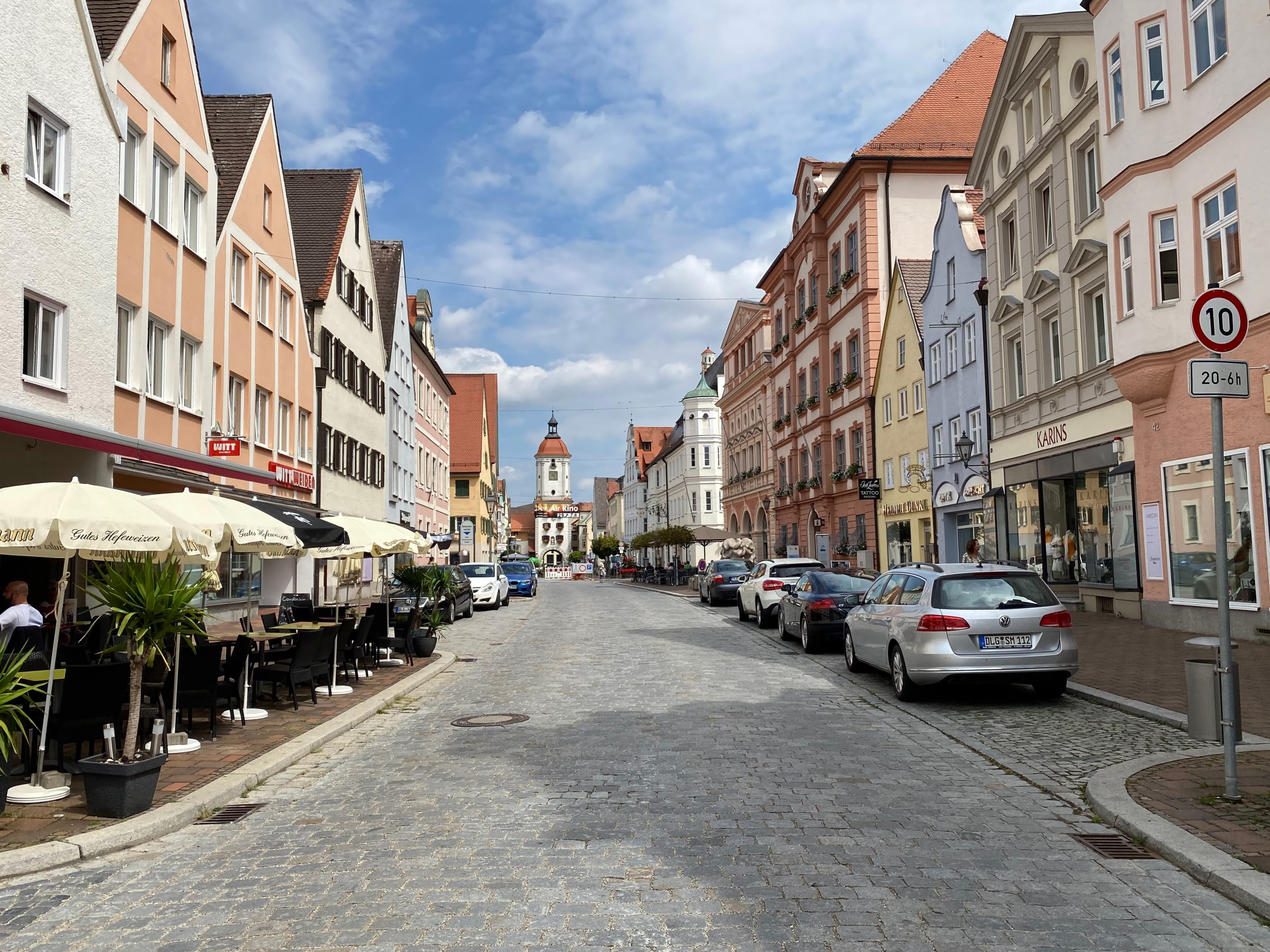
Königsstraße in Dillingen

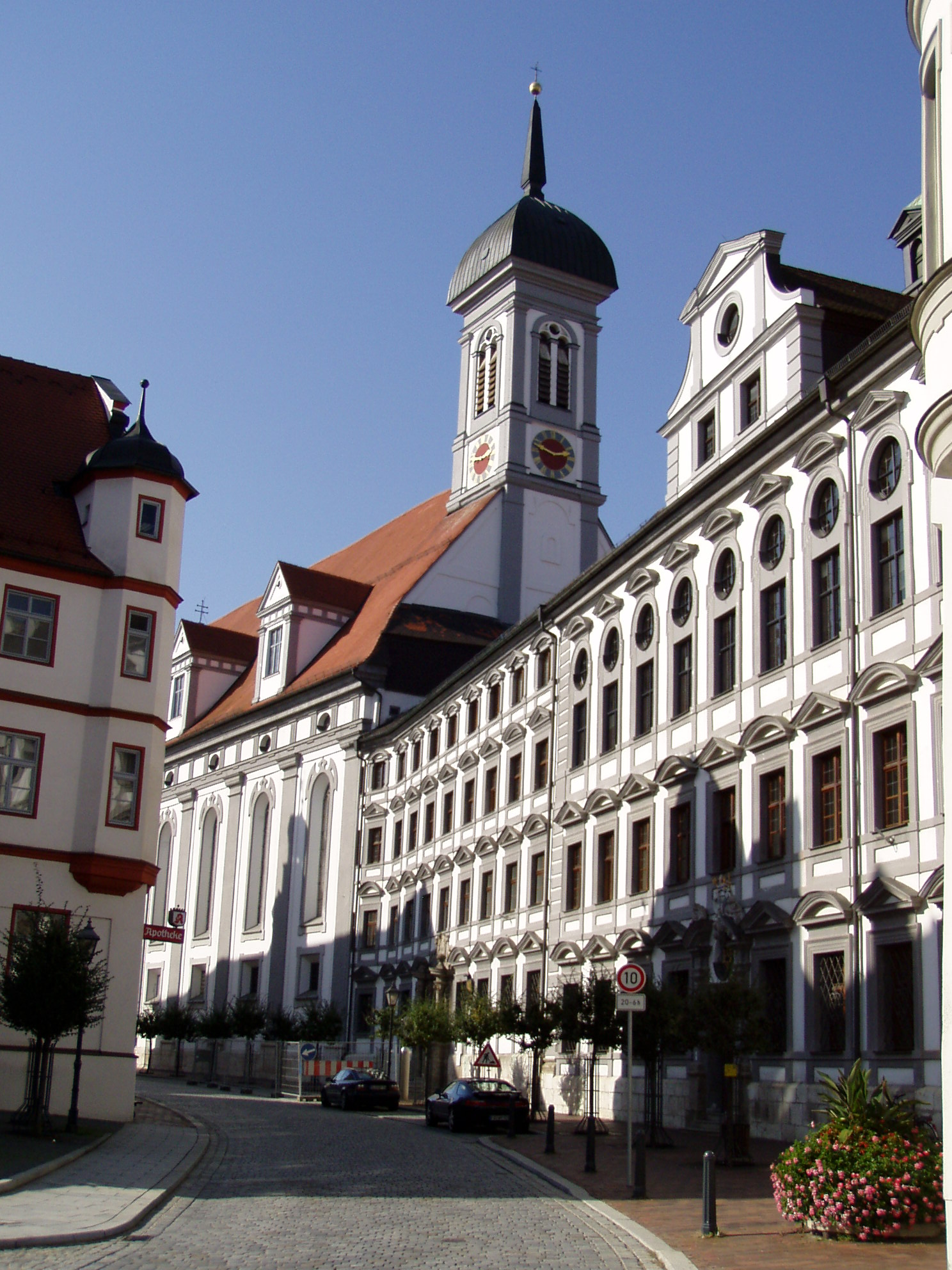
Ehem. Universität in Dillingen an der Donau

Das linearbandkeramische Gräberfeld in Dillingen-Steinheim ist eines der best erforschten der Steinzeit in Mitteleuropa. Die Ursprünge der Stadt Dillingen lassen sich bis auf eine alemannische Siedlung zurückverfolgen.

### Mittelalter und Frühneuzeit
Aus Wittislingen kommend, ließen sich die späteren Grafen von Dillingen im 10. Jahrhundert im Donautal nieder, wobei deren 1220 erstmals erwähnte Burg Dillingen zum Zentrum der heutigen Kreisstadt Dillingen wurde. 973 erstmals urkundlich erwähnt, fiel Dillingen 1258 als Schenkung an das Hochstift Augsburg, das seit 1500 zum Schwäbischen Reichskreis gehörte. Es war spätestens seit dem 15. Jahrhundert bis zur Säkularisation 1803 Residenzstadt der Bischöfe von Augsburg, die nach generationenlangen Auseinandersetzungen mit der nach Selbstverwaltung strebenden Reichsstadt Augsburg, im Machtkampf vor allem mit dem reichen Augsburger Patriziat, nach Dillingen ausgewichen waren. Die Fürstbischöfe von Augsburg, vor allem die beiden Kardinäle unter ihnen, förderten als Stadtherren das Wachstum der Stadt.
Der Kardinal Peter von Schaumberg baute die Dillinger Burg zum spätgotischen Burgschloss um und richtete in ihr die Regierung des Hochstifts ein. Der Kardinal Otto Truchseß von Waldburg gründete 1549/1551 die Universität Dillingen und holte dazu Sebald Mayer als ersten Buchdrucker in die neue Universitätsstadt (Sebald Mayers Sohn Johann übernahm dann ab 1576 diese akademische Druckerei). Die Universität mit theologischem Schwerpunkt wurde 1563 den Jesuiten übergeben und erlangte als erste voll ausgeprägte Jesuiten-Universität auf dem Boden des Heiligen Römischen Reiches Deutscher Nation überregionale Bedeutung.
 Während der Hexenverfolgungen von 1574 bis 1745 wurden in Dillingen 65 Personen angeklagt, von denen die meisten Angeklagten den Hexenprozess nicht überlebten. 1587 wurde Walpurga Hausmännin bei lebendigem Leib auf dem Scheiterhaufen verbrannt. Das letzte Opfer der Hexenprozesse 1745 war Barbara Zielhauser. An ihr Schicksal erinnert eine Gedenktafel des Rotary-Clubs, die am 12. Dezember 1994 im Dillinger Schlosshof gegen den Widerstand des Bischöflichen Ordinariats enthüllt wurde.

### Moderne
In den Jahren 1802 und 1803 kam die Stadt zu Bayern. Die Universität wurde in ein Lyzeum zur Ausbildung katholischer Theologen umgewandelt, aus dem wiederum 1923 die Philosophisch-Theologische Hochschule Dillingen entstand. 1862 wurde das Bezirksamt Dillingen an der Donau gegründet.
Im Gegensatz zu der Nachbarstadt Lauingen, blieb Dillingen von alliierten Bombardements verschont. Selbst die Donaubrücke blieb unversehrt.
Am 1. Juli 1972 entstand der Landkreis Dillingen an der Donau in seiner heutigen Form, einschließlich der bis dahin kreisfreien Stadt Dillingen, die zur Großen Kreisstadt wurde. Zeitgleich wurde die ursprünglich selbständige Gemeinde Hausen eingegliedert.

### Eingemeindungen
| Ehemalige Gemeinde | Fläche ha | Einwohner (27. Mai 1970) | Eingemeindungs- datum |
| ------------------ | --------- | ------------------------ | --------------------- |
| Dillingen          | 1839,95   | 11.547                   |                       |
| Donaualtheim       | 0717,21   | 00.911                   | 01.05.1978            |
| Fristingen         | 1297,76   | 00.700                   | 01.05.1978            |
| Hausen             | 0469,36   | 00.540                   | 01.07.1972            |
| Kicklingen         | 1472,49   | 00.683                   | 01.05.1978            |
| Schretzheim        | 0362,21   | 01.144                   | 01.05.1978            |
| Steinheim          | 1404,50   | 01.102                   | 01.05.1978            |
| Summe              | 7563,48   | 16.627                   |                       |

### Einwohnerentwicklung

Einwohnerentwicklung von Dillingen an der Donau von 1840 bis 2017

Dillingen an der Donau wuchs von 1988 bis 2008 um 2.514 Einwohner bzw. um ca. 16 %. Zwischen 1988 und 2018 wuchs die Stadt von 15.827 auf 18.978 um 3.151 Einwohner bzw. um 19,9 %.
Die Einwohnerzahlen ab 1840 beziehen sich auf die heutige Gemeindefläche (Stand: 1978).
| Jahr      | 1840   | 1900   | 1939   | 1950   | 1961   | 1970   | 1987   | 1988   | 1991   |
| Einwohner | 7.196  | 9.669  | 10.388 | 14.099 | 15.610 | 16.627 | 15.803 | 15.827 | 16.822 |
|           |        |        |        |        |        |        |        |        |        |
| Jahr      | 1995   | 2000   | 2005   | 2010   | 2015   | 2017   | 2020   | 2023   |        |
| Einwohner | 17.630 | 18.264 | 18.678 | 18.215 | 18.547 | 18.699 | 19.314 | 20.070 |        |

## Politik

### Oberbürgermeister

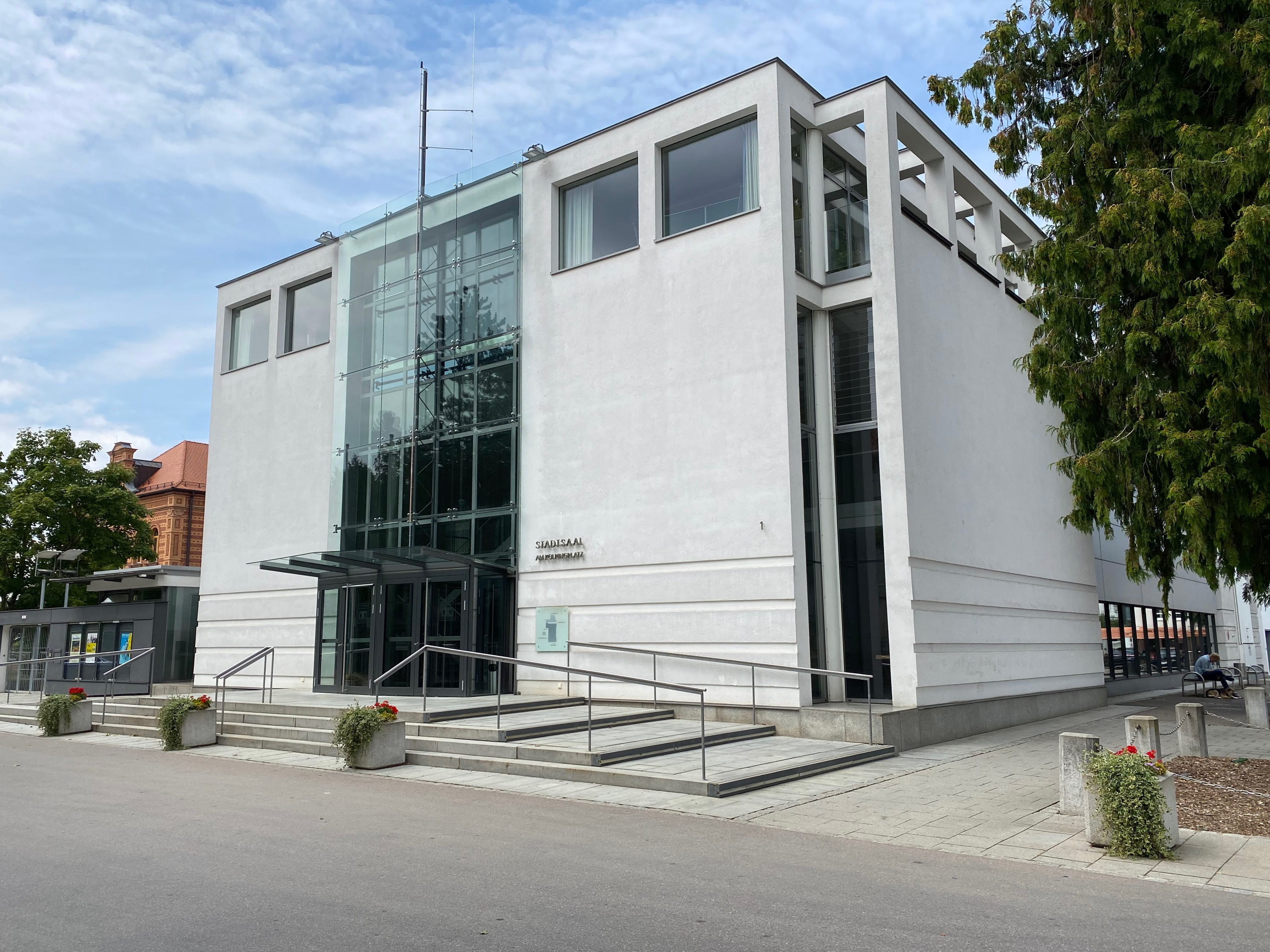
Der Stadtsaal – zentraler Veranstaltungsort Dillingens

Oberbürgermeister ist seit Mai 2008 Frank Kunz (CSU). Der 1972 geborene Kunz wurde im März 2014 mit 96,6 % der Stimmen wiedergewählt und am 15. März 2020 mit 84,8 % für weitere sechs Jahre im Amt bestätigt. Sein Vorgänger war Hans-Jürgen Weigl.

### Stadtrat
Der Stadtrat hat 24 Mitglieder. Die Kommunalwahl am 15. März 2020 ergab folgende Stimmenanteile bzw. Sitzverteilung im Stadtrat:
| Partei/Liste                        | 2020   | 2020   | 2014   | 2014   |
| Partei/Liste                        | %      | Sitze  | %      | Sitze  |
| ----------------------------------- | ------ | ------ | ------ | ------ |
| CSU                                 | 33,8   | 8      | 34,5   | 8      |
| Freie Wähler                        | 8,0    | 2      | 7,6    | 2      |
| GRÜNE                               | 7,7    | 2      | 4,8    | 1      |
| Wählergemeinschaft Steinheim        | 7,3    | 2      | 8,8    | 2      |
| Schretzheimer Liste                 | 7,0    | 2      | 8,6    | 2      |
| Bürgergemeinschaft Hausen           | 6,6    | 2      | 7,7    | 2      |
| SPD                                 | 6,1    | 1      | 10,2   | 2      |
| Wählerschaft Fristingen             | 6,0    | 1      | 6,9    | 2      |
| Wählervereinigung Kicklingen        | 5,7    | 1      | 6,3    | 2      |
| Allgemeine Wählerliste Donaualtheim | 4,5    | 1      | 4,6    | 1      |
| JU                                  | 3,2    | 1      | –      | –      |
| AfD                                 | 2,8    | 1      | –      | –      |
| FDP                                 | 1,5    | 0      | –      | –      |
| Gesamt                              | 100    | 24     | 100    | 24     |
| Wahlbeteiligung                     | 51,2 % | 51,2 % | 49,3 % | 49,3 % |

### Partnerstädte und Patenschaften
Städtepartnerschaften
- Brand-Erbisdorf, Deutschland
- Bondeno (Ferrara), Italien
- Naas (Kildare), Irland

Patenschaften
- 1988 wurde die Patenschaft für die vertriebenen Deutschen aus der Stadt Hostau im Böhmerwald übernommen.
- 1998 wurde eine Patenschaft mit dem U-Bootausbildungszentrum der Deutschen Marine in Eckernförde geschlossen.

### Hoheitszeichen
Die Stadt führt eine Flagge und ein Wappen.

#### Wappen
| Wappen von Dillingen an der Donau | Blasonierung: „In Blau ein silberner Schräglinksbalken, oben eine schrägrechte goldene Lilie, unten zwei sechsstrahlige goldene Sterne“ |
| Wappen von Dillingen an der Donau | Wappenbegründung: Die Grafen von Dillingen übergaben mit Urkunde vom 29.12.1257 die Burg mit dem dazugehörigen Ort an das Hochstift Augsburg, bei dem es bis zur Säkularisation 1802 verblieb. Dillingen wird 1264 als Stadt bezeichnet. Stadtherr war der Augsburger Fürstbischof. Aus dem Jahr 1299 ist ein Siegelabdruck überliefert, der das heutige Wappen enthält. In späteren Siegeln sind bisweilen die Lilie und die Sterne vertauscht. Es erscheinen auch manchmal zwei Lilien und statt der Sterne eine Blume. Der Schräglinksbalken erinnert an die Grafen von Dillingen, die bis 1258 Stadtherren waren. Sie führten in ihrem Stammwappen einen goldenen Schrägbalken auf rotem Schild, der beiderseits von je zwei Löwen begleitet war. Das Landgerichtssiegel zeigt um 1400 noch dieses Form, während das städtische Wappen die heutigen Wappenfiguren zeigt, statt der Sterne allerdings eine zweite Lilie. Die Lilie symbolisiert das Gericht und die Rechtsprechung. Die Sterne stellen das Marienpatronat des Augsburger Bistums dar. |

#### Fahne
Gelb-Weiß-Blau

## Kultur und Kulturdenkmäler

### Veranstaltungen
Im Jahr 2007 wurden die Dillinger Basilikakonzerte ins Leben gerufen. Seitdem finden jährlich drei Konzertzyklen mit verschiedenen Veranstaltungen in der Basilika St. Peter statt.
Alle zwei Jahre im Herbst finden die Dillinger Kulturtage statt.

### Kulturdenkmäler
- Basilika St. Peter, dreischiffige Hallenkirche mit Baubeginn 1619, gebaut auf Fundamenten von Vorgängerkirchen, die aus dem 13. und 15. Jahrhundert stammen. 1979 wurde die Kirche zur päpstlichen Basilica minor erhoben.
- Akademie für Lehrerfortbildung und Personalführung in der ehemaligen Universität des Jesuitenkollegs mit dem Goldenen Saal und dem historischen Bibliothekssaal.
- Studienkirche Mariä Himmelfahrt, Renaissance-Bau mit Rokoko-Ausstattung. Die Kirche war Teil der ehemaligen Universität und war Weihestätte für die Priester des Bistums Augsburg.
- Klosterkirche Mariä Himmelfahrt der Dillinger Franziskanerinnen, Kleinod des beginnenden Rokoko, Wessobrunner Stuck.
- Schloss, ehemaliger Sitz der Augsburger Fürstbischöfe, älteste Teile aus der Stauferzeit, Ensemble verschiedener Baustile, umfassend restauriert.
- Spitalkirche Heilig Geist, spätgotischer, Ende des 17. Jahrhunderts barockisierter Bau mit Wessobrunner Stuck.
- Stadtgalerie in der Ludwigskaserne, Schützenstraße 1e.[20]
- Königstraße, zentraler Straßenzug mit Mitteltorturm, Rathaus (Dachstuhlbrand am 26. Juli 2017) und gut erhaltenem historischen Straßenbild, u. a. Stadt- und Hochstiftmuseum sowie die obere Apotheke.
- neuromanische Pfarrkirche Maria Rosenkranzkönigin im Stadtteil Schretzheim.

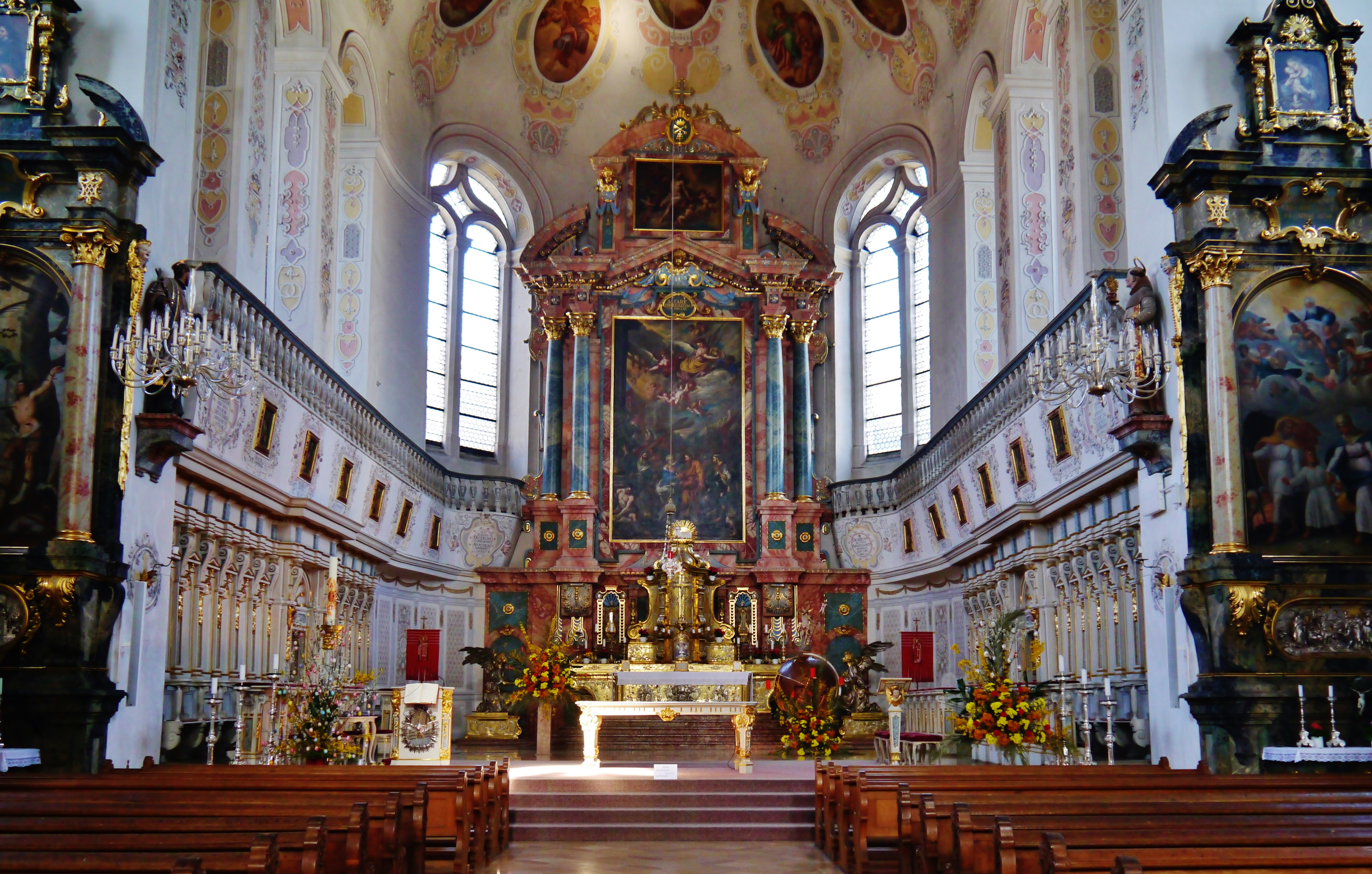
Innenraum der Basilika St. Peter
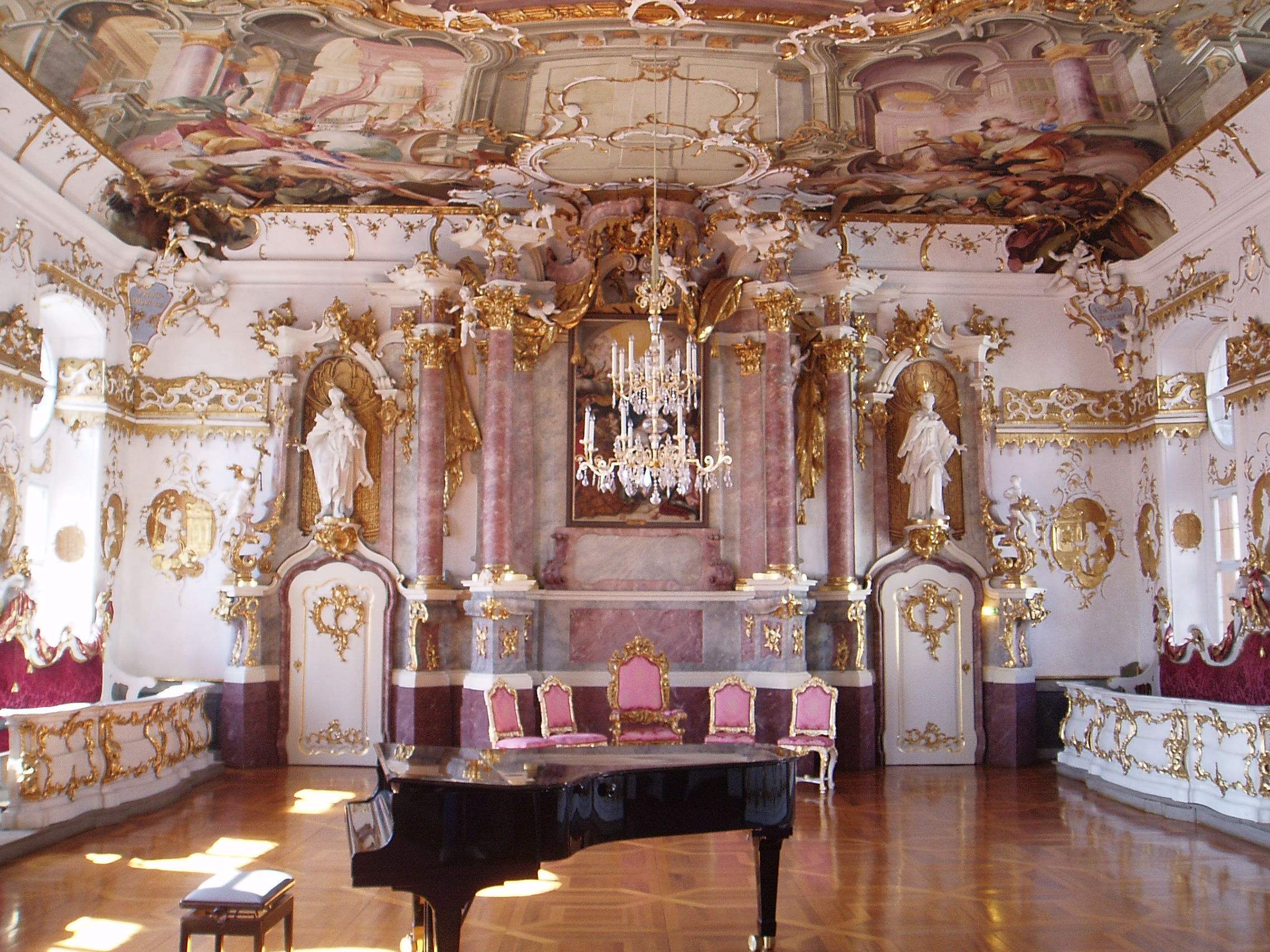
Goldener Saal der Akademie für Lehrerfortbildung
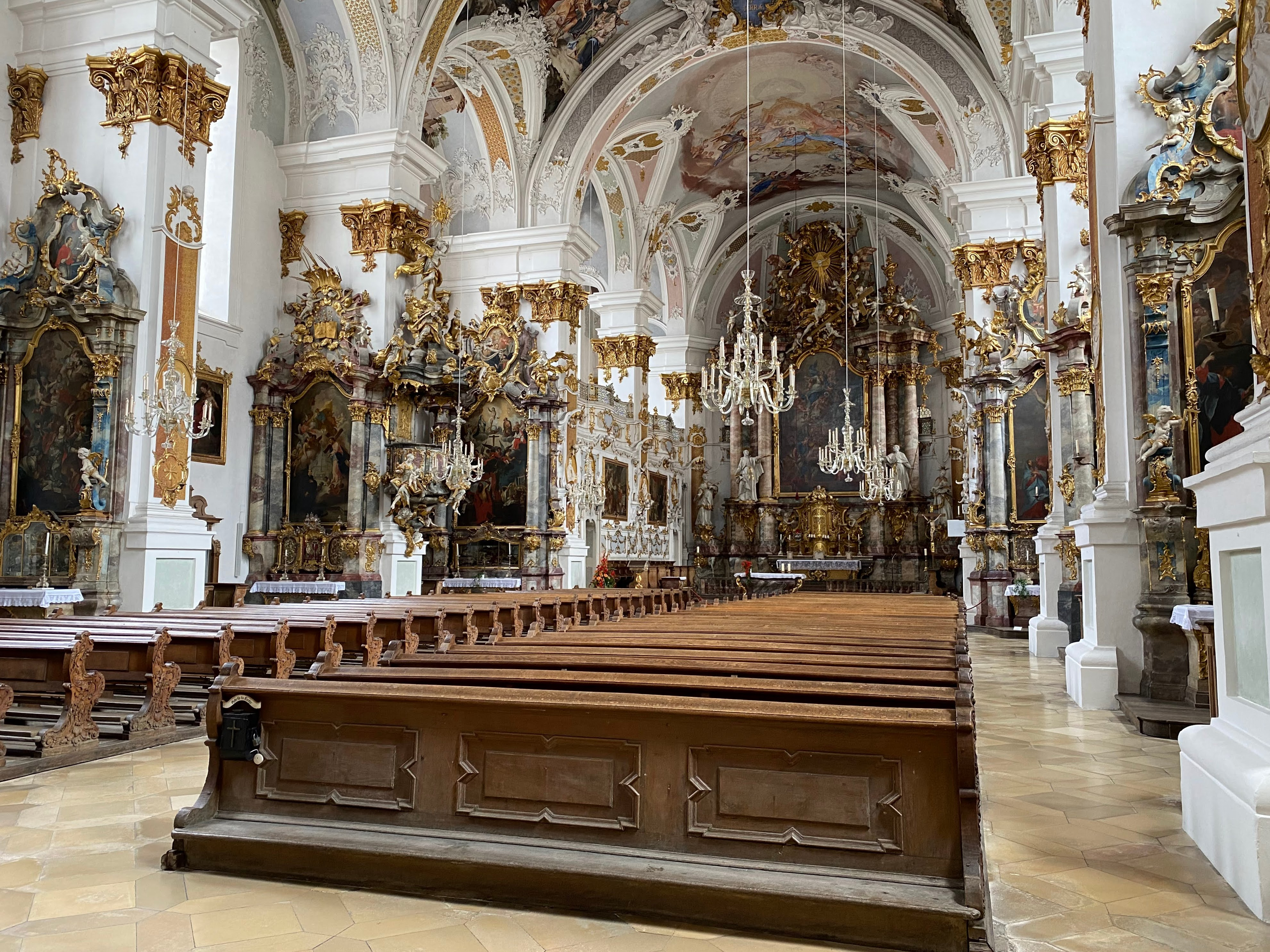
Innenraum der Studienkirche Mariä Himmelfahrt
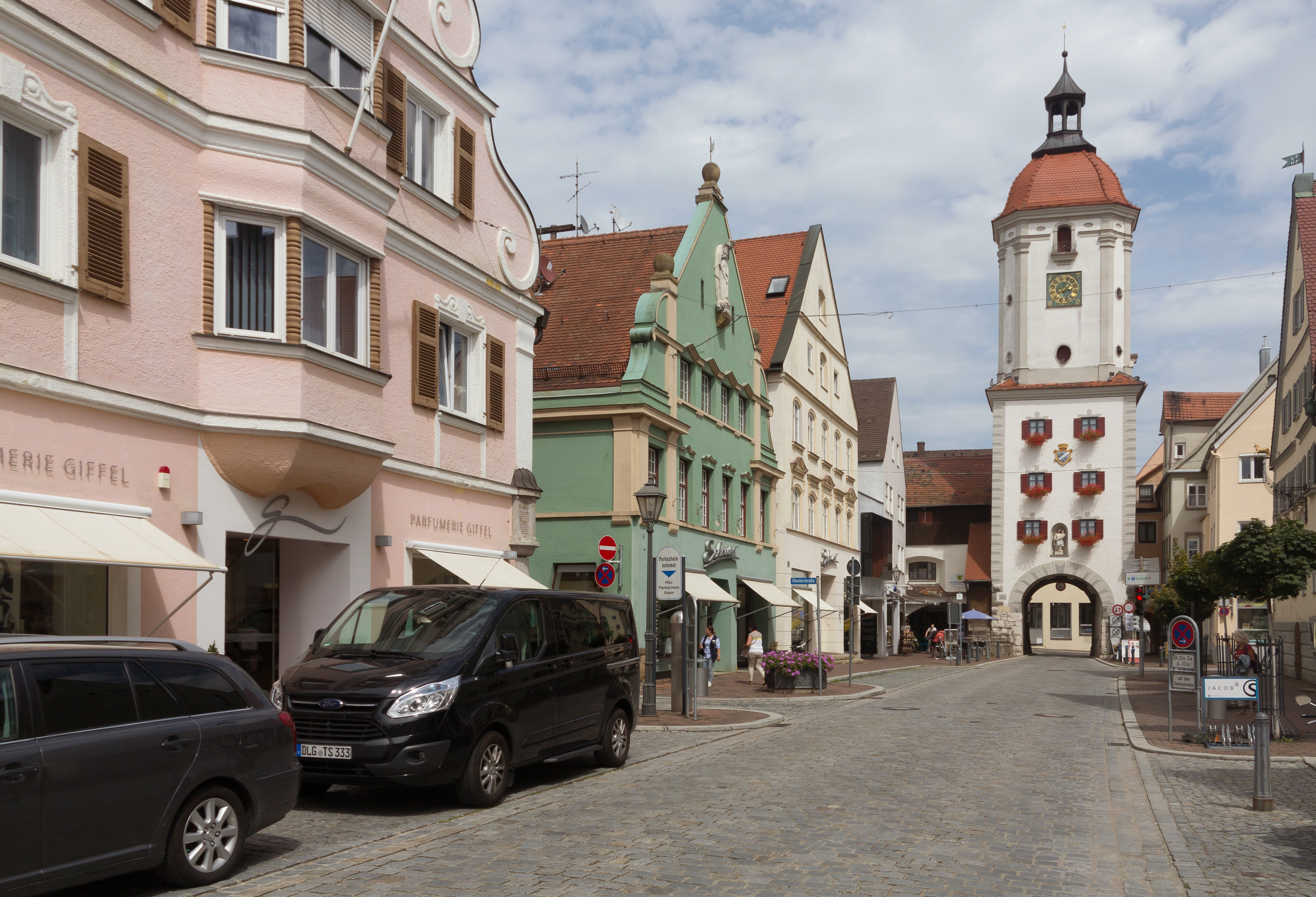
Königstraße mit Mitteltorturm
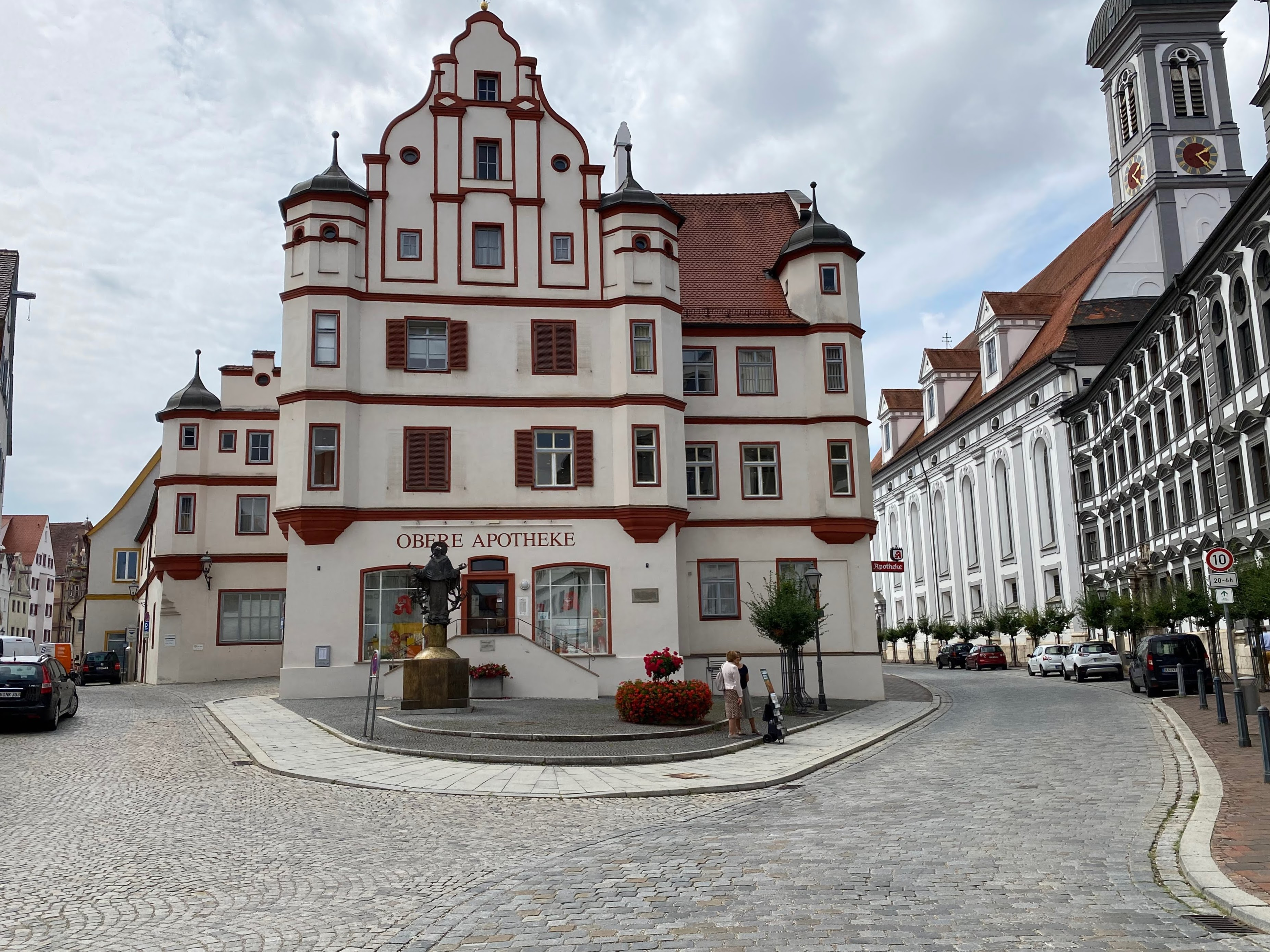
Teilansicht der Altstadt von Dillingen

## Wirtschaft und Infrastruktur

### Unternehmen
Die Ansiedlung von Gewerbe und Industrie erfolgte vor allem nach dem Zweiten Weltkrieg.
Namhafte ansässige Unternehmen sind beispielsweise:
- BSH Hausgeräte GmbH, Dillingen
- Röhm GmbH, Spannzeughersteller in Sontheim
- Orgelbau Sandtner
- Wetzel, Hersteller von Karlsbader Oblaten, Waffeln und Schokoladespezialitäten
- Diezel, Hersteller von Gitarrenverstärkern

### Verkehr

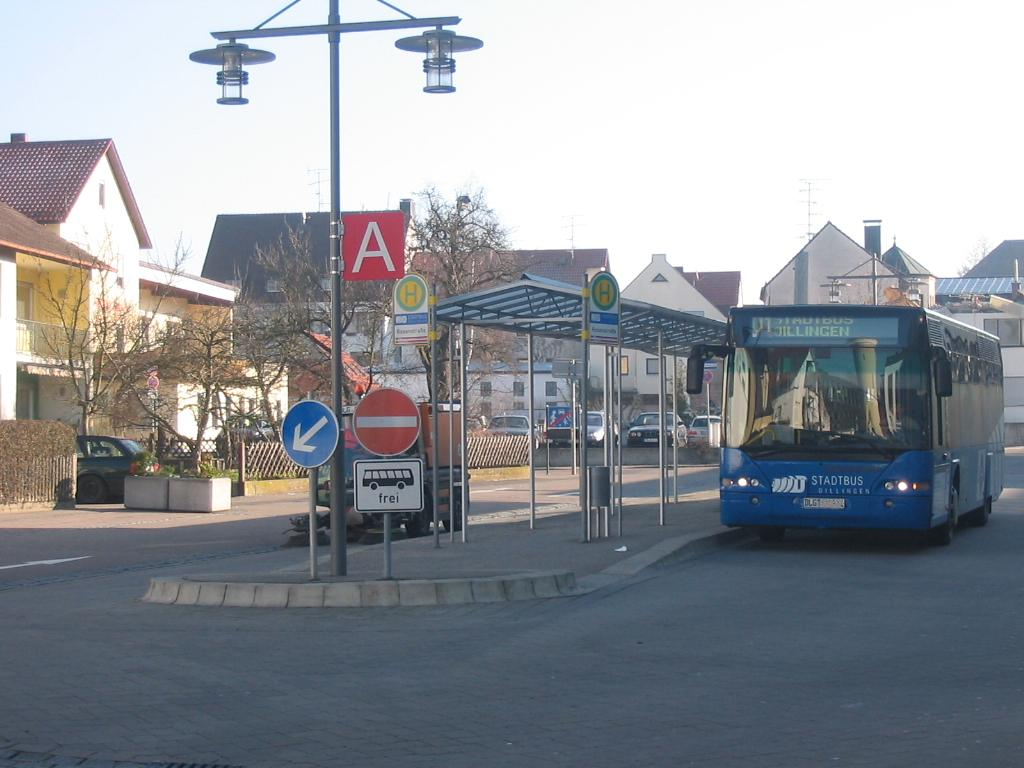
Der Dillinger Stadtbus

Durch die Stadt führt die auch als Donautalbahn bezeichnete Bahnstrecke Regensburg – Neuoffingen (– Ulm). Die Regionalbahnen auf dem Abschnitt zwischen Donauwörth und Günzburg kreuzen dabei in Dillingen. Bis zum Jahr 1972 befand sich hier auch der südliche Endpunkt der Härtsfeldbahn, einer Schmalspurbahn (1000 mm), die Dillingen mit Aalen verbunden hat.
Öffentlicher Personennahverkehr wird auf zwei Stadtbuslinien angeboten, die die Kernstadt sowie die Stadtteile Hausen, Donaualtheim und Schretzheim bedienen.
Mit dem Auto ist Dillingen über die Bundesstraße 16 zu erreichen. Die nächsten Autobahnanschlüsse liegen in Giengen an der Brenz (A 7) sowie Günzburg (A 8) in etwa 25 km Entfernung. Die nächstgelegenen Flughäfen sind in Memmingen (rund 80 km), München und Stuttgart (jeweils rund 130 km).
Außerdem führt der Donauradweg durch die Stadt.

### Öffentliche Einrichtungen

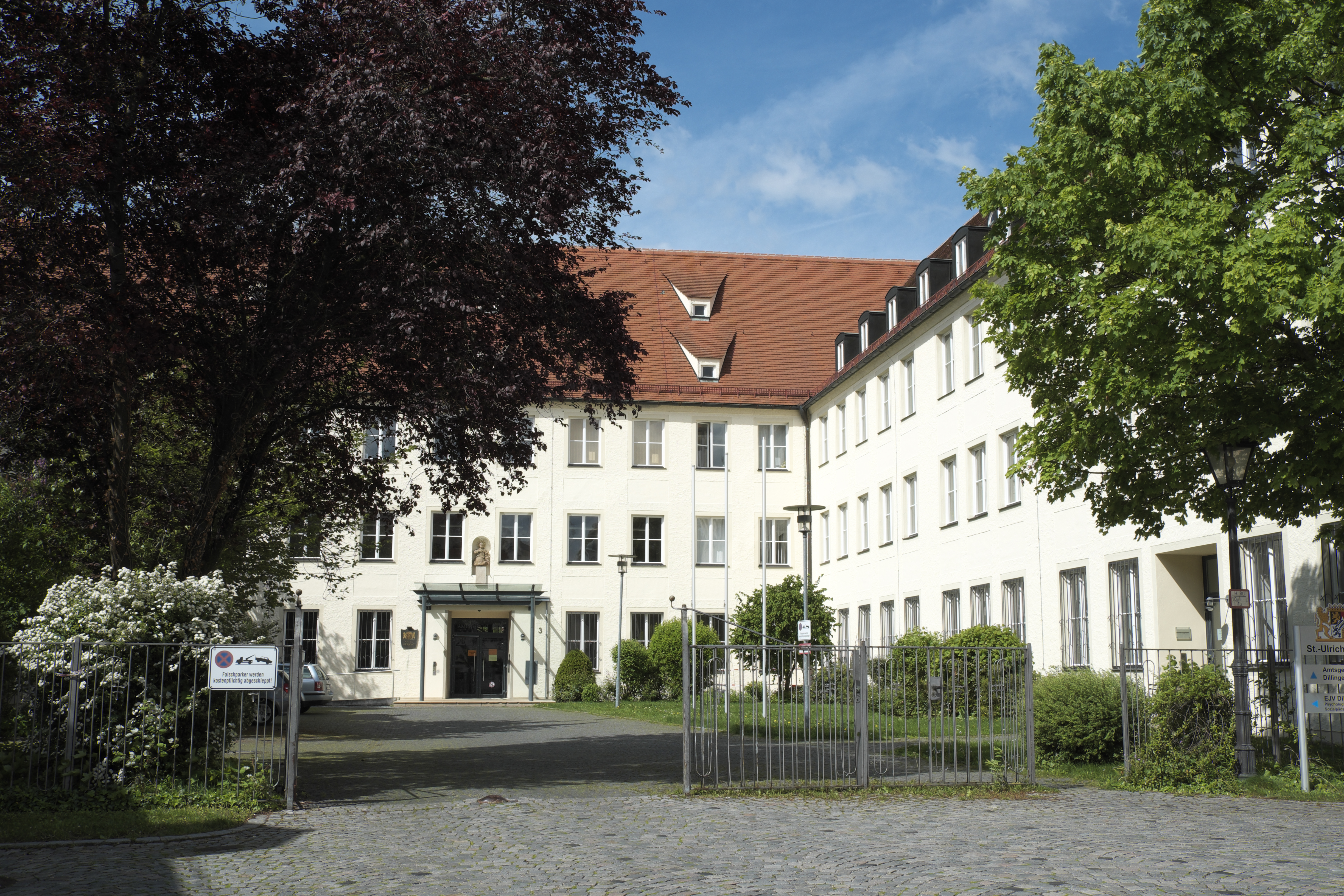
Amtsgericht Dillingen

- Neun Kindergärten/Kindertageseinrichtungen im Stadtgebiet
- Studienbibliothek (darunter Bestände der ehem. fürstbischöflichen Bibliothek)
- Stadtbücherei
- Amtsgericht

### Gesundheitswesen
Mit dem Kreiskrankenhaus St. Elisabeth steht der Stadt eine leistungsfähige Krankenanstalt zur Verfügung. Betreiber ist die Kreiskliniken Dillingen-Wertingen gGmbH.
Mit der Regens-Wagner-Stiftung gibt es zudem eine Einrichtung zur Betreuung und Förderung mehrfach behinderter und hörgeschädigter Menschen. Des Weiteren existiert eine ökumenische Sozialstation sowie das Senioren- und Pflegeheim Heilig-Geist-Stift.

### Bildungseinrichtungen
- Josef-Anton-Laucher Grundschule
- Angelina-Egger-Volksschule

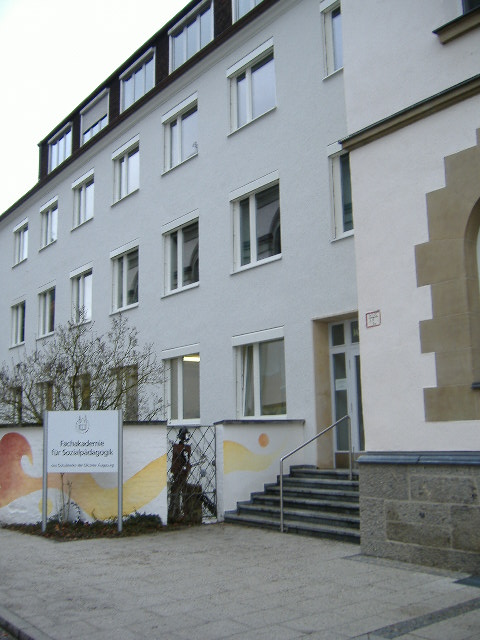
Fachakademie für Sozialpädagogik

- Josef-Anton-Schneller-Mittelschule
- Johann-Michael-Sailer-Gymnasium
- St.-Bonaventura-Fachoberschule (gegründet 2018)
- St.-Bonaventura-Realschule
- St.-Bonaventura-Gymnasium
- Theresia-Haslmayr-Schule, privates sonderpädagogisches Förderzentrum
- IHK-Akademie Schwaben
- Volkshochschule Dillingen
- Akademie für Lehrerfortbildung und Personalführung
- FD Bildungsakademie (Akademie für Sprachen)
- Berufliche Fortbildungszentren der Bayerischen Wirtschaft (bfz) gGmbH
- Fachakademie für Sozialpädagogik Dillingen des Schulwerks der Diözese Augsburg
- Fürstlich und Gräflich Fuggersches Familien- und Stiftungsarchiv

### Militär
Die Luitpold-Kaserne am ostwärtigen Stadtrand beherbergt das Informationstechnikbataillon 292 (ehemaliges Führungsunterstützungsbataillon 292, ehemalige Fernmeldebataillone 210 und 230), bis Ende 2008 Teile der Luftlandefernmeldekompanie 200 und Teile des Bundeswehr-Dienstleistungszentrums Ellwangen.

## Sport
Unweit der Donau befindet sich das 2007 komplett renovierte Donaustadion.

## Persönlichkeiten

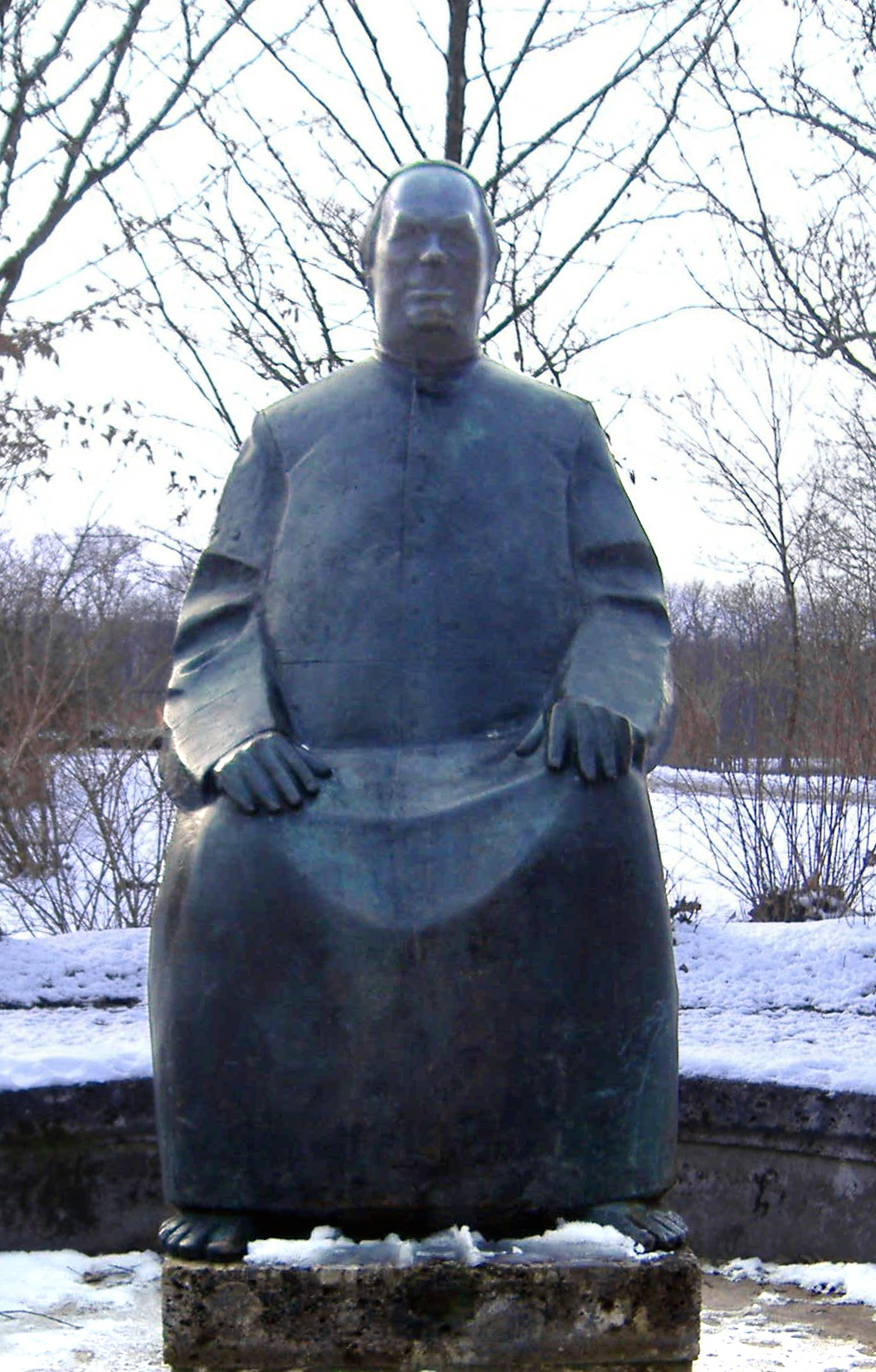
Kneipp-Brunnen von Rolf Nida-Rümelin

Die bekannteste Person, die in Dillingen gewirkt hat, war Sebastian Kneipp. Kneipp wurde 1844 am örtlichen Gymnasium aufgenommen und begann 1848 sein Studium der Theologie in der Stadt an der Donau. Heute erinnert ein Kneipp-Rundweg an das Wirken des Priesters und Hydrotherapeuten in Dillingen. Das Stadt- und Hochstiftmuseum zeigt zudem eine Ausstellung über Kneipps Heilerfolge und das Entstehen seiner Kneipp-Medizin.